# فيليبو دي كول
فيليبو دي كول (بالإيطالية: Filippo De Col)‏ (28 أكتوبر 1993 في إيطاليا - ) هو لاعب كرة قدم إيطالي في مركز الدفاع. شارك مع منتخب إيطاليا تحت 20 سنة لكرة القدم ومنتخب إيطاليا تحت 21 سنة لكرة القدم ومنتخب إيطاليا لكرة القدم للدرجة الثانية ‏. أما مع النوادي، فقد لعب مع إيه سي ميلان ونادي تشيزينا ونادي سبيزيا وهيلاس فيرونا ونادي فيرتوس إينتيلا وFC Legnago Salus ‏ ولانشانو كالتشيو 1920 ‏.

## روابط خارجية
- فيليبو دي كول على موقع قاعدة بيانات كرة القدم.إي يو (الإنجليزية)
- فيليبو دي كول على موقع Soccerway.com (الإنجليزية)
- فيليبو دي كول على موقع عالم كرة القدم.نت (الإنجليزية)
- فيليبو دي كول على موقع AS.com (الإسبانية)